# Ctenus tatarendensis
Ctenus tatarendensis este o specie de păianjeni din genul Ctenus, familia Ctenidae, descrisă de Tullgren, 1905.
Este endemică în Bolivia. Conform Catalogue of Life specia Ctenus tatarendensis nu are subspecii cunoscute.